# 사르데나이라

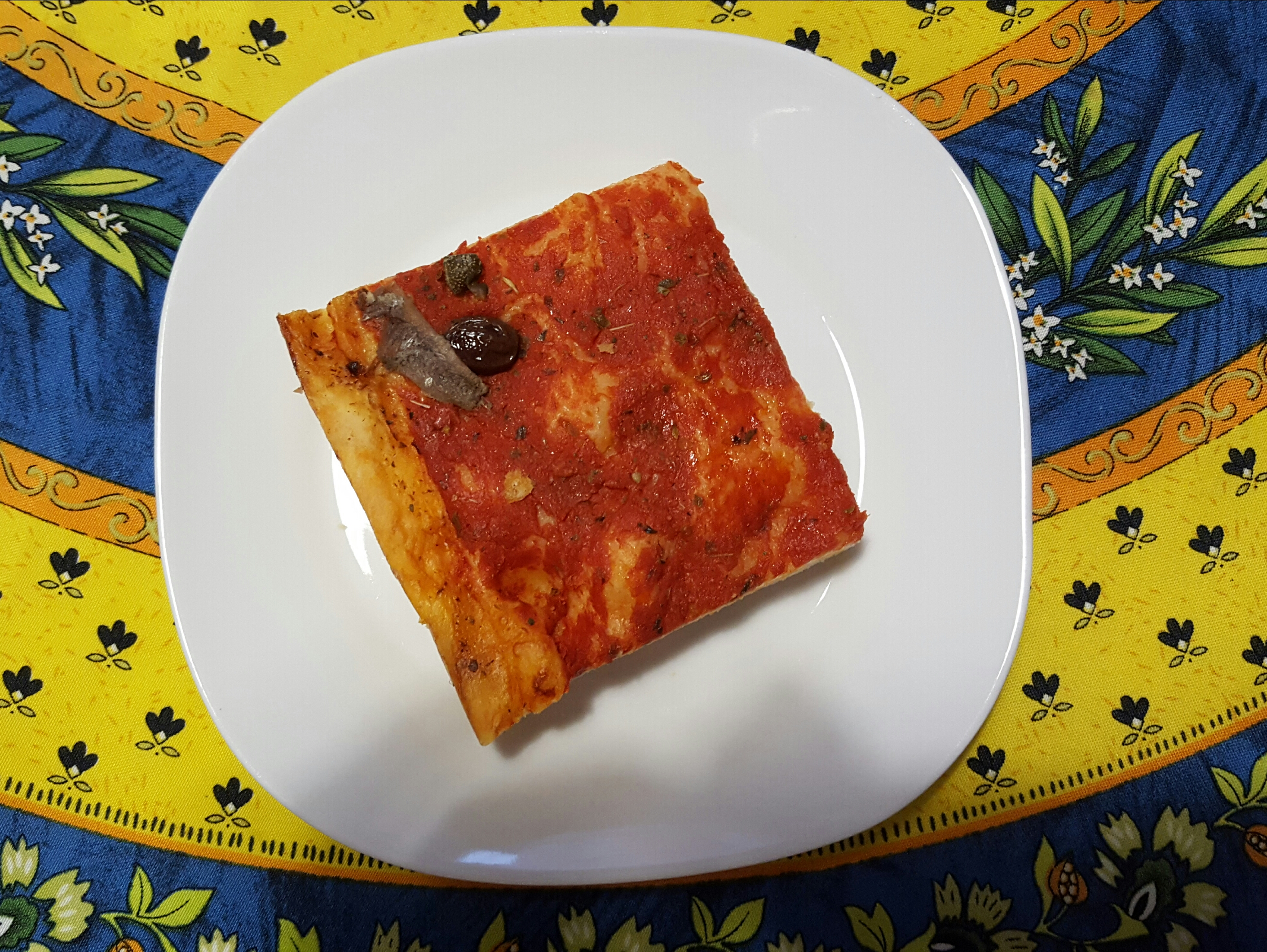

사르데나이라(이탈리아어: sardenaira)는 이탈리아의 스낵 요리로 피자와 유사한 종류이다. 보통 베이커리에서 사각형으로 작게 잘라서 진열한다. 도우로 쓰는 빵은 가볍고 바삭바삭하게 만드는데 밀가루로 도우를 만든다. 밀가루에 이스트와 올리브유, 우유를 섞어 도우를 만들기도 한다. 위에 토마토를 토핑으로 쓰는데 피자와 다른 점이 있다면 토핑을 미리 손질하는 것이 아니라 손질만 거쳐 생으로 올려 오븐에 집어 넣고 구운 다음 사르데냐 소스(매운 소스)를 얹는 것이다. 그래서 이름이 사르데나이라인데 이때 쓰는 재료로는 케이퍼, 오레가노, 마늘, 올리브 등이 있다.

## 같이 보기
- 피살라디에르